# Sihal
Sihal (arab. سحال) – wieś w Syrii, w muhafazie Idlib. W 2004 roku liczyła 361 mieszkańców.